# Четыре пути к прощению
«Четыре пути к прощению» (англ. Four Ways to Forgiveness) — фантастический роман-сборник американской писательницы Урсулы Ле Гуин, опубликованный в 1995 году и отмеченный премией Локус в номинации «лучший авторский сборник» в 1996 году. Книга состоит из четырёх связанных между собой рассказов и авторского приложения.
Сборник посвящён таким темам, как опасность личностной изоляции, молчания, застоя, формирование восприятия собственной личности и чувства родного дома. В интервью Ле Гуин отмечала, что могла бы избрать форму романа с одним или двумя-тремя главными героями, но стремилась показать множество точек зрения, сделать произведение открытым, до некоторой степени «раздробленным». Книга получила в основном положительные отзывы критиков, которые отметили значимость прозы Ле Гуин и актуальность её идей применительно к современной политике.